# Parafia Podwyższenia Krzyża Świętego w Starej Wsi
Parafia pod wezwaniem Podwyższenia Krzyża Świętego w Starej Wsi – parafia rzymskokatolicka znajdująca się w Starej Wsi. Należy do dekanatu Wilamowice diecezji bielsko-żywieckiej. 

## Historia
Została po raz pierwszy wzmiankowana w spisie świętopietrza parafii dekanatu Oświęcim diecezji krakowskiej z 1326 pod nazwą Antiquo Willamowicz. Następnie w kolejnych spisach świętopietrza z 1335 jako Antiquomillonovicz i z lat 1346–1358 występuje w zapisach Antiqua Vilamovicz, Antiquo Willamovicz, Antiquo Vilamovicz, Antiqua Wyllamovicz, Antiqua Willamovicz i Wilamovicz.
Drugi kościół zaczęto wznosić w 1522 z fundacji Krzysztofa Bilbersteina-Starowiejskiego, konsekrowano go w 1530.
W latach 1530–1630 właściciele wsi zostali arianami, w tym czasie w wielu okolicznych miejscowościach zapanował również kalwinizm, jednak kościół w Starej Wsi pozostał przez ten okres katolickim.